# Sebastián de Belalcázar
Sebastián de Belalcázar (n. 1479 sau 1480 - d. 1551) a fost un conquistador spaniol cunoscut pentru cucerirea orașului Quito, în 1533 și ca primul primar al orașului León, Nicaragua.

## Viața preconquistadorială
S-a născut Sebastián Moyano, în provincia Córdoba, Spania, în anul 1479 sau 1480, numele de Belalcázar preluându-l de la castelul oraș apropiat de locul său natal.
Deși Juan de Castellanos scria că în 1507, Sebastián de Belalcázar omorâse un măgar, și că plecarea sa din Spania către Indiile de Vest era datorată fricii de pedeapsă și a unei încercări de a scăpa de sărăcia care-i caracterizase tinerețea, conform unor surse, acesta se îndreptase deja către Lumea Nouă împreună cu Cristofor Columb din anul 1498.

## Americile
A pășit pentru prima oară în Nicaragua împreună cu Francisco Hernández de Córdoba în 1524, devenind astfel primul primar al orașului León, Nicaragua. Acesta a rămas acolo până în anul 1527, când, din cauza unor discrepanțe între guvernatorii spanioli, a plecat în Honduras. Aflându-se în drum spre León, a navigat până pe coasta peruană pentru a se alia expediției lui Francisco Pizarro, în anul 1532.